# Servette FC
Servette FC je švýcarský fotbalový klub z města Ženeva. Založen byl roku 1890, letopočet založení je i v klubovém emblému. 17x vyhrál švýcarskou ligu (1907, 1918, 1922, 1925, 1926, 1930, 1933, 1934, 1940, 1946, 1950, 1961, 1962, 1979, 1985, 1994, 1999) a 7x švýcarský fotbalový pohár (1928, 1949, 1971, 1978, 1979, 1984, 2001). Dvakrát hrál čtvrtfinále Poháru vítězů pohárů - v sezóně 1966/67 a 1978/79. Roku 2005 klub vyhlásil bankrot. Dluhy přesáhly 10 milionů švýcarských franků a klub neměl na výplaty hráčů. V sezóně 2005/06 se klub podařilo znovu obnovit a zakoupil licenci v 2. švýcarské lize. V sezóně 2010/11 v ní skončil na druhém místě a postoupil tak po letech znovu do nejvyšší švýcarské soutěže.